# Liste von Schokoladenfabriken in Dresden

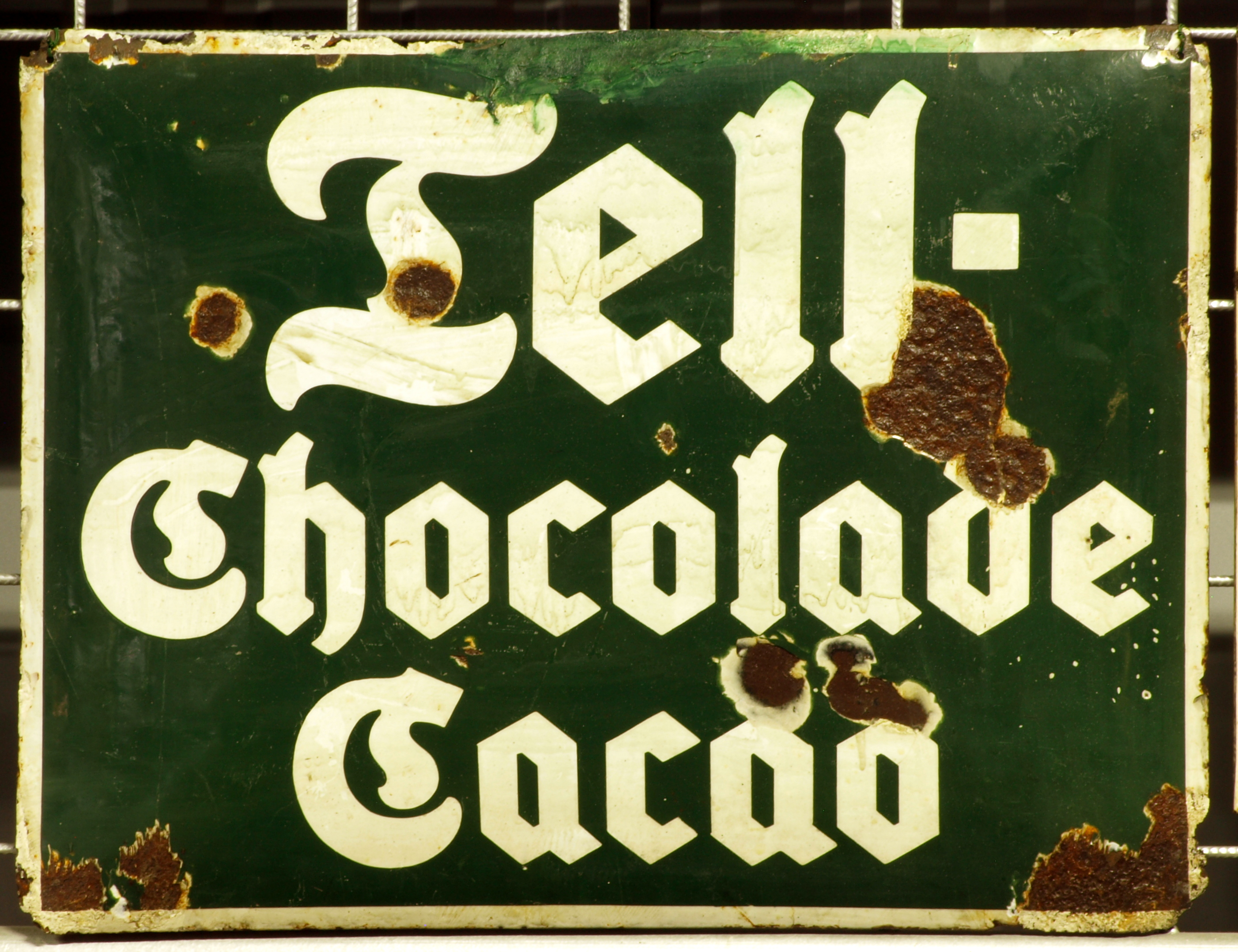
Werbeschild für Tell-Schokolade

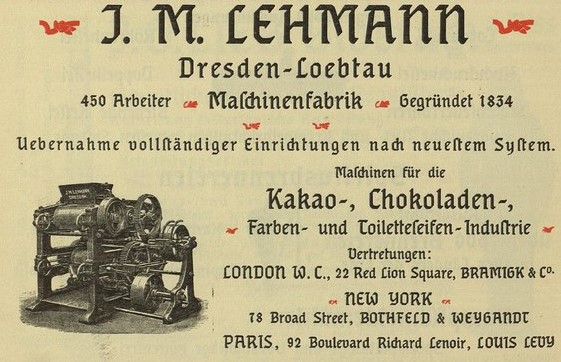
Maschinen für die Schokolade von J. M. Lehmann, Dresden (1900)

Die Schokoladenherstellung hat in Dresden eine lange Tradition. Die erste Schokoladenfabrik Jordan & Timaeus entstand 1823 in Dresden-Neustadt. Diese Firma hat ab 1839 die erste Milchschokolade (unter Verwendung von Eselsmilch) hergestellt.
In den folgenden Jahren begannen weitere Schokoladenhersteller in Dresden zu produzieren, z. B. die Firma Petzold & Aulhorn.
Daraus resultierte die Ansiedelung weiterer Firmen zur Herstellung von Schokoladenformen und Schokoladenmaschinen, einschl. der entsprechenden Verpackungsmaschinen, z. B. die Maschinenfabrik J. M. Lehmann und die Firma Anton Reiche AG zur Herstellung von Schokoladenformen und Blechemballagen. Manche Firmen existierten nur kurze Zeit, während andere über einen längeren Zeitraum z. T. bis zur Zerstörung im Jahr 1945 aktiv waren. Der VEB Dresdner Süßwarenfabriken Elbflorenz entstand nach 1945 durch Enteignung der großen Schokoladenfabriken (u. a. der Firma Hartwig & Vogel) und ging nach 1990 in Liquidation, sodass gegenwärtig keine größere Firma in dieser Branche mehr existiert.
Im Verband deutscher Schokoladenfabrikanten waren bei seiner Gründung im Jahr 1877 in Frankfurt a. M. 20 Firmen vertreten, davon 5 aus Dresden. Vorsitzende waren u. a. Otto Rüger und Heinrich Vogel.

## Liste von aktiven Schokoladenfabriken in und um Dresden
| Name                                                              | Adresse                                            | Bestehen                | Bemerkung |
| ----------------------------------------------------------------- | -------------------------------------------------- | ----------------------- | --- |
| Waffelfabrik Haubold & Richter                                    | Radebeul, Kolbestraße 2–4 (Lage)                   | 1907–1992/93, seit 1990 | gegr. 1907, 1933–1939 arisiert, 1946 enteignet und 1990 reprivatisiert, kurz darauf von Bahlsen übernommen und großteils 1992/1993 stillgelegt. Verbleibender Betriebsteil heute als Otto Beier Waffelfabrik Wilsdruff GmbH aktiv |
| Vadossi, Sächsische und Dresdner Back- und Süßwaren GmbH & Co. KG | Radebeul, Kötitzer Straße 29 / Fabrikstr. 4 (Lage) | 1920–1972, seit 1995    | gegr. 1920 von Karl Friedrich Lischka (1890–1949) in Dresden-Plauen, ab 1924 in Radebeul, ab 1972 Betriebsteil des VEB Dresdner Süßwarenfabriken Elbflorenz, wird seit 1995 weitergeführt. Nutzt auch die Marke Elbflorenz        |

## Liste von ehemaligen Schokoladenfabriken in und um Dresden
| Name                                                                                           | Adresse | Bestehen                | Bemerkung |
| ---------------------------------------------------------------------------------------------- | --- | ----------------------- | --- |
| Jordan & Timaeus                                                                               | Dresden-Neustadt, Alaunstr. 73 / Förstereistr. (Lage) und NL Bodenbach (Děčín-Podmokly), Zbrojnická 10 (Lage)                                                                | 1823–1931               | 1830 erste Dresdner Schokoladenfabrik, 1839 erste Milchschokolade, gegr. von Gottfried Jordan (1791–1860) und August Friedrich Timaeus (1794–1875); ab 1853 eine Niederlassung in Bodenbach (Děčín-Podmokly), jetzt als tschechisches Unternehmen Jordan & Timaeus s.r.o. in Děčín, OT Boletice nad Labem (Politz) wieder existent; siehe auch alte Timaeus-Villa in Dresden-Neustadt, Alaunstraße 71b, unter Denkmalschutz ID-Nr. 09214359 und neue Timaeus-Villa in Dresden-Neustadt, Nordstraße 6, unter Denkmalschutz ID-Nr. 09218862 |
| C. C. Petzold & Aulhorn AG, Schokoladenfabrik                                                  | Dresden-Plauen, Bienertstr. 1 / Tharandter Str. 65 (Lage) | 1843–1945               | 1855–1898 Schokoladenfabrik Petzold & Aulhorn, Zwickauer Str. 22 ; Marken: Pea und Deutschmeister, im April 1945 zerstört; siehe auch Aulhorn-Villa, Elsa-Brändström-Straße 13, unter Denkmalschutz ID-Nr. 09213814 |
| Otto Rüger, Schokoladenfabrik                                                                  | Sobrigau bei Dresden, Lockwitzgrund 123b (Lage) und Dresden-Lockwitz, Lockwitzgrund 62 (Kakaomühle) (Lage) und NL Bodenbach-Rosawitz (Děčín-Rozbělesy), Dělnická 9-11 (Lage) | 1858–1938               | Otto Rüger (1831–1905) wurde 1881 zum Vorsitzenden des Verbandes der deutschen Schokoladenfabrikanten gewählt. Fabriken in Dresden und ab 1896 auch eine Niederlassung in Bodenbach, Marke: Hansi-Schokolade. 1905, Inhaber: Conrad Max Rüger (1863–1944) und Conrad Alexander Rüger (1867–1918). Gebäude unter Denkmalschutz ID-Nr. 09278849; siehe auch Villa Rüger in Dresden-Niedersedlitz, Lockwitztalstraße 35, unter Denkmalschutz ID-Nr. 09215859                                                                                 |
| Hartwig & Vogel AG                                                                             | Dresden-Altstadt, Rosenstr. 32, Ammonstraße 86 und Freiberger Straße 25–29 (Lage) und NL Bodenbach-Rosawitz (Děčín-Rozbělesy), Ústecká 93-95 (Lage)                          | 1870–1946               | ab 1870 Cacao-, Chocoladen-, Confecturen-, Marzipan- und Waffelfabriken, Fabriken in Dresden und ab 1893 auch eine Niederlassung in Bodenbach (Marke Diana, siehe ). Marke: Tell-Schokolade, z. B. der Tellapfel ab 1903 bis etwa 1970, 1946 enteignet und ab 1948 als VEB Dresdner Süßwarenfabriken Elbflorenz weitergeführt; Weiterführung als Kant-Hartwig & Vogel in Einbeck |
| Riedel & Engelmann, Schwerter Schokoladenfabrik                                                | Dresden-Plauen, Würzburger Str. 14 (Lage) | 1888–1972               | gegr. von Oswald Heinrich Riedel († 1910) und Karl Rudolf Johannes Engelmann († 1915); Marke: Schwerter-Schokolade (bis 1991), ab 1972 Betriebsteil des VEB Dresdner Süßwarenfabriken Elbflorenz. Gebäude unter Denkmalschutz ID-Nr. 09216040; siehe auch Riedel-Villa, Langebrück, Jakob-Weinheimer-Straße 22, unter Denkmalschutz ID-Nr. 09284738 |
| Richard Selbmann                                                                               | Dresden-Neustadt, Eschenstr. 11 / Dammweg / Schönbrunnstr. 5 (Lage) | 1879–1923               | gegr. 1879 in der Victoriastraße 27, Russisch Brot seit 1886, mit über 400 Geschäften in Deutschland |
| Ferdinand Lobeck & Co, Chocoladen- und Kakaofabrik                                             | Dresden-Löbtau, Löbtauer Str. 63–71 (Lage) | 1838–1945               | gegr. 1838 im Lockwitzgrund, seit 1860 in Dresden, 1897 Inhaber: Paul Emil Lobeck und August Raimund Lobeck, Verwendung des Schokoladenmädchens als Markenzeichen, im Februar 1945 zerstört |
| Gerling & Rockstroh (Gero), Schokolade-, Kakao-, Zuckerwaren-, Biscuit- und Honigkuchen-Fabrik | Dresden-Altstadt, Freiberger Str. 43, Rosenstraße 16–18 und Frankenbergstraße 25 / Waldheimer Straße 16 (Lage)                                                               | 1891–1948               | gegr. von August G. Hermann Gerling (* 18. April 1859) und Albert Benno Rockstroh (* 1. November 1869 in Hildburghausen), Marke: Gero, 1948 enteignet und als Werk „Gero“ vom VEB Dresdner Süßwarenfabriken Elbflorenz übernommen |
| Calberlasche Zuckersiederei                                                                    | Dresden-Altstadt, am Theaterplatz (Lage) | 1817–1836               | gegr. durch Heinrich Conrad Wilhelm Calberla (1774–1836) |
| J. G. Kynast, Kakao-, Schokolade- und Zuckerwarenfabrik                                        | Dresden-Altstadt, Zwickauer Str. 72–74 (Lage) | 1885–1953               | 1953 enteignet und vom VEB Dresdner Süßwarenfabriken Elbflorenz übernommen |
| Guth & Birnbaum                                                                                | Dresden | vor 1877                | Mitglied im Verband deutscher Schokoladenfabrikanten |
| W. Hromadka & Jäger Nachf.                                                                     | Dresden-Plauen, Hofmühlenstr. 14–16 / Kaitzer Straße 92–94 (Lage) | 1877–1942               | gegr. von Richard Vollmann und Wenzel Hromadka als „Original Wiener Waffel-, Hohlhippen-, Bisquit- etc. Special-Fabrik“, ab 1959 als Dr. Quendt GmbH & Co. KG in Dresden, Kaitzer Str.; jetzt in Dresden-Gittersee |
| Berger & Böhme Waffelfabrik                                                                    | Dresden-Plauen, Kaitzer Straße 92–94 (Lage) | 1937–1972               | Marke Berbö, 1972 verstaatlicht und als VEB Rubro weitergeführt. |
| Emil Staudigel KG, Chocoladen & Zuckerwaaren                                                   | Dresden-Johannstadt, Trinitatisstr. (Fiedlerstr.) 42 (Lage) | 1885–1930               | [ 14 ] [ 17 ] |
| Holzamer & Co, Esta - Schokoladen- und Zuckerwaren                                             | Dresden-Johannstadt, Trinitatisstr. 46 (Fiedlerstr. 46) (Lage) |                         | [ 14 ] |
| Eginhard Lippold, Schokoladenfabrik                                                            | Dresden-Löbtau, Am Weißeritzmühlgraben 14 (Fabrikstr. 48–50) (Lage) | 1888–1943               | Gebäude am Weißeritzmühlgraben, urspr. Spiegelschleife, nach 1813 Spinnmühle, seit 1887 Schokoladenfabrik Lippold |
| Bruno Clauß                                                                                    | Dresden-Johannstadt, Hopfgartenstraße 28 / Stephanienstraße 49 (Lage) | 1917–1953               | gegr. 1917 von Bruno Clauß (1872–1930), ab 1930 Fortführung durch den Sohn Walter Clauß, 1953 enteignet, siehe auch Villa Clauß in Dresden-Wachwitz, Pillnitzer Landstraße 157, unter Denkmalschutz ID-Nr. 09211862 |
| Gemit – Genussmittelwerke GmbH Kakao- und Schokoladenfabrik                                    | Dresden-Löbtau, Freiberger Str. 118 (Lage) | 1912–1945               | Gemit - Fabrik feiner Schokoladen, Kakaos und Pralinen, Inh. Wilhelm Robert Loeben |
| Max Gerhardt, Schokoladen- und Zuckerwarenfabrik                                               | Dresden-Trachau, Hubertusstr. 29; später Wilder-Mann-Str. 11–13 (Lage) | 1896–1974               | [ 17 ] |
| Gebr. Hörmann AG, Kakao- Schokolade- und Kekswerke                                             | Dresden-Mickten, Kötzschenbroder Str. 38–40 / Sternstraße 35 (Lage) | 1895–1972               | gegr. von Robert Leo Hörmann (1870–1907) und Max Ludwig Hörmann (1866–1919) in Dresden, Liliengasse; Russisch Brot seit 1898, nach 1945 enteignet und als Betriebsteil des VEB Waffelfabrik Radebeul weitergeführt, von 1972 bis 1992 VEB Dauerbackwaren Dresden; siehe auch Villa Hörmann in Dresden-Trachau, Wilder-Mann-Straße 29, unter Denkmalschutz ID-Nr. 09217615 |
| Eugen König                                                                                    | Dresden-Altstadt, Rosenstr. (Lage) | 1888–1891               | [ 17 ] |
| Carl Polster                                                                                   | Dresden-Johannstadt, Reißigerstr. 22 (Lage) | 1888–1921               | [ 17 ] |
| Santosa Kakao- & Schokoladengesellschaft GmbH                                                  | Dresden-Neustadt, Königsbrücker Str. 68 (Lage) | 1877–1933               | [ 17 ] |
| Richard Scheibenhauer                                                                          | Dresden-Neustadt, Königsbrücker Str. 63 (Lage) | 1875–1930               | [ 14 ] [ 17 ] |
| Wilhelm Jentzsch, Kakao und Schokoladen Werk                                                   | Dresden-Neustadt, Großenhainer Str. 29 (Lage) | 1900–1974               | Marke ENO |
| EMERKA Schokoladenfabrik, später Manß, Richter & Kuntz Schokoladenfabrik                       | Dresden-Niedersedlitz, Bismarckstraße 66 (Lage) | um 1915                 | Gebäude unter Denkmalschutz ID-Nr. ID-Nr. 09215977; siehe auch Villa Manß in Dresden-Niedersedlitz, Bismarckstraße 23, unter Denkmalschutz ID-Nr. 09215844 |
| M. Jähnigen Söhne, Schokoladenfabrik „Majasso“                                                 | Freital | 1922–1949               | [ 17 ] [ 3 ] |
| Johannes K. Schluckwerder                                                                      | Dresden-Altstadt, Dürerstr. (Lage) | 1930–1939               | [ 17 ] |
| Dresdner Bisquitfabrik Schneider & Co.                                                         | Dresden-Neustadt, Hechtstr. 27 (Lage) | 1908–1972               | [ 17 ] |
| Alexander Schörke                                                                              | Radebeul | 1895–1900               | [ 17 ] |
| Dr. med. Sperber Schokoladen- und Nährmittelfabrik GmbH                                        | Dresden-Striesen, Bergmannstr. 46 (Lage) | 1922–1948               | 1948 enteignet und vom VEB Dresdner Süßwarenfabriken Elbflorenz übernommen |
| Urban, Stein & Richter, Kakao- und Schokoladenfabrik                                           | Dresden-Cotta, Hörigstraße 25 (Lage) | 1920–1928               | Marke Ustri |
| Weinhold & Albrecht, Schokoladenfabrik                                                         | Dresden-Plauen, Bamberger Str. 20 (Lage) | 1926–1933               | [ 17 ] |
| Herbert Wendler                                                                                | Dresden-Altstadt, Rosenstr., nach 1945 Dresden-Klotzsche, Max-Hünig-Straße 13 (Lage)                                                                                         | 1937–1972 und 1990–1996 | 1936 Dominosteine erfunden, von Herbert Wendler (1912–1998) |
| Waffelfabrik Haubold & Richter                                                                 | Radebeul, Kolbestraße 2–4 (Lage) | 1907–1992/93, seit 1990 | gegr. 1907, 1933–1939 arisiert, 1946 enteignet und 1990 reprivatisiert, kurz darauf von Bahlsen übernommen und großteils 1992/1993 stillgelegt. Verbleibender Betriebsteil heute als Otto Beier Waffelfabrik Wilsdruff GmbH aktiv |
| W. Vollmann                                                                                    | Dresden-Plauen, Hohe Str. | 1896–1972               | [ 17 ] |
| Gustav Teubner, Kakao- und Schokoladenfabrik                                                   | Freital | um 1926                 | [ 3 ] |
| Krumbach & Sohn, Schokoladen- und Zuckerwarenfabrik                                            | Dresden, Bünaustr. 28 (Lage) | 1919–1949               | [ 3 ] |
| Vadossi, Sächsische und Dresdner Back- und Süßwaren GmbH & Co. KG                              | Radebeul, Kötitzer Straße 29 / Fabrikstr. 4 (Lage) | 1920–1972, seit 1995    | gegr. 1920 von Karl Friedrich Lischka (1890–1949) in Dresden-Plauen, ab 1924 in Radebeul, ab 1972 Betriebsteil des VEB Dresdner Süßwarenfabriken Elbflorenz, wird seit 1995 weitergeführt |
| Dresdner Süßwarenfabriken Elbflorenz                                                           | Dresden-Altstadt, Freiberger Straße 37 (Lage) | 1948–1991               | entstanden 1948 nach der Enteignung der Firmen Hartwig & Vogel, Gerling & Rockstroh und Sperber. Heute eine der Marken der Sächsischen und Dresdner Back- und Süßwaren in Radebeul |

## Liste von ehemaligen Zulieferfirmen für die Schokoladenindustrie in Dresden
| Name                                             | Adresse                                                        | Bestehen  | Bemerkung |
| ------------------------------------------------ | -------------------------------------------------------------- | --------- | --- |
| J. M. Lehmann                                    | Dresden-Löbtau, Rosenstr. 103 / Freiberger Str. 108–116 (Lage) | 1834–1949 | Johann Martin Lehmann, Maschinenfabrik für Kakao- und Schokoladenmaschinen, war einer der weltweit größten Hersteller von Kakao- und Schokoladenmaschinen; ab 1871 auf der Freiberger Str., Zweigwerk in Heidenau-Mügeln, Maxstr. 2 = Heidenau, Thomas-Mann-Str. 2–4 und 8 (1912) Gebäude unter Denkmalschutz ID-Nr. 09221427 und ID-Nr. 09223021     |
| Anton Reiche AG                                  | Dresden-Plauen, Bamberger Str. 1–9 (Lage)                      | 1870–1972 | Firma zur Herstellung von Schokoladenformen und Blech-Emballagen, gegr. von Anton Reiche (1845–1913) |
| Maschinenfabrik Richard Gäbel                    | Dresden-Mockritz                                               | 1888–1947 | Herstellung von Verpackungsmaschinen, gegr. 1888, ab 1924 in Dresden-Mockritz, 1947 enteignet und vom VEB Nagema Spezialmaschinen Dresden übernommen, ab 1950 VEB Schokoladen- und Verpackungsmaschinen Dresden (Schokopack); Weiterführung als Firma F. B. Lehmann in Aalen                                                                          |
| Spezialmaschinenfabrik Max Loesch                | Dresden-Plauen, Zwickauer Str. 128–132 (Lage)                  | 1919–1946 | gegr. von Max Loesch (1878–1945), Spezialmaschinenfabrik für die Schokoladenindustrie, Herstellung von Verpackungsmaschinen sowie Gießerei- und Formmaschinen für Schokoladen und Süßwaren, nach der Enteignung ab 1950 Übernahme durch den VEB Schokoladen- und Verpackungsmaschinen Dresden (Schokopack); Weiterführung als Fa. Loesch in Forchheim |
| Otto Hänsel Spezialmaschinenfabrik               | Freital-Birkigt bei Dresden                                    | 1918–1946 | Spezialmaschinen- und Wachspapierfabrik Otto Hänsel, Herstellung von Verpackungsmaschinen für die Süßwarenindustrie, gegr. von Otto Hänsel (1889–1963), Demontage 1946; Weiterführung als Otto Hänsel jr. in Hannover |
| Sächsische Cartonnagen-Maschinen AG (SCAMAG)     | Dresden-Johannstadt, Fiedlerstr. (Lage)                        | 1894–1946 | gegr. von Carl Theodor Remus |
| Hartmann & Stein, Maschinenfabrik                | Dresden, Hofmühlenstr. 37 (Lage)                               |           | Verpackungen für die Schokoladenindustrie |
| Arthur Rönitz, Kartonagenfabrik                  | Dresden, Deubener Str. 9 (Lage)                                |           | Verpackungen für die Schokoladenindustrie |
| VEB Verpackungsmaschinenbau (Schokopack)         | Dresden-Reick, Breitscheidstraße 48 (Lage)                     | 1950–1996 | Gebäude auf der Breitscheidstr.48 unter Denkmalschutz ID-Nr. 09301769 |
| Petzholdt - Heidenauer Maschinen- und Anlagenbau | Dresden, Niedersedlitzer Str. 41 (Lage)                        | 1834      | urspr. in Heidenau-Mügeln, Maschinen- und Anlagenbau für die Kakao- und Schokoladenindustrie |

## Bilder-Galerie

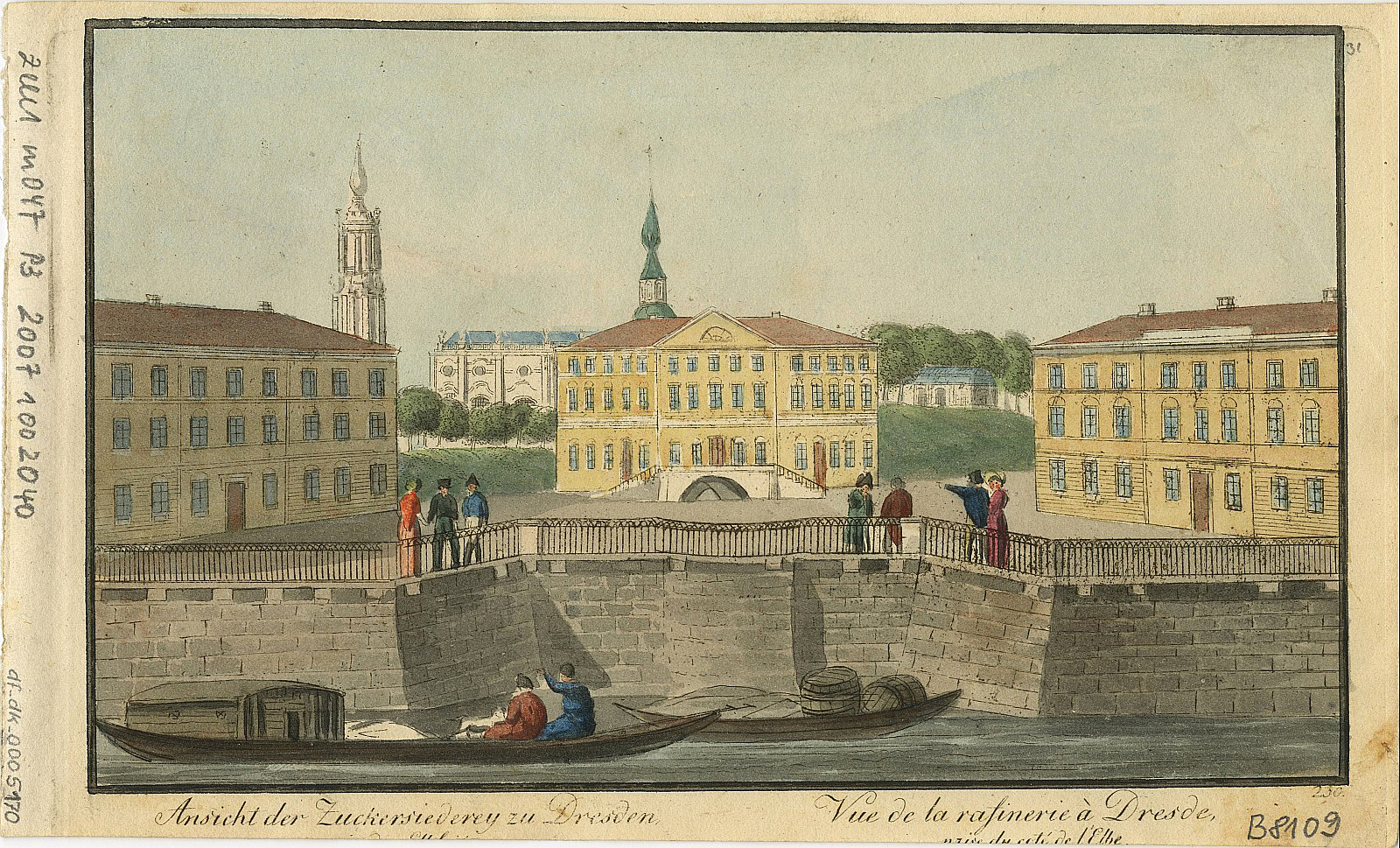
Calberlasche Zuckersiederei (um 1825)
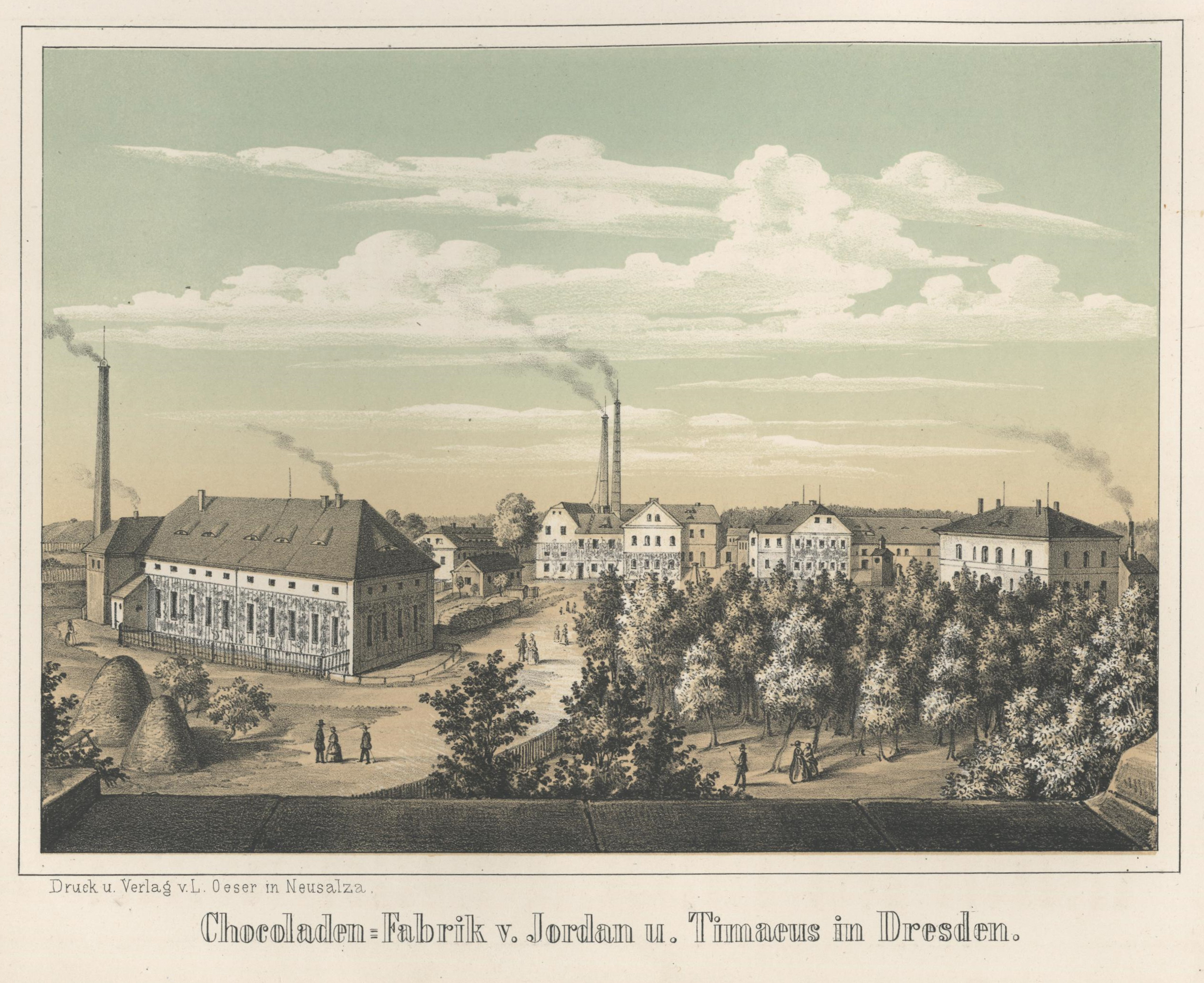
Jordan & Timaeus, Dresden
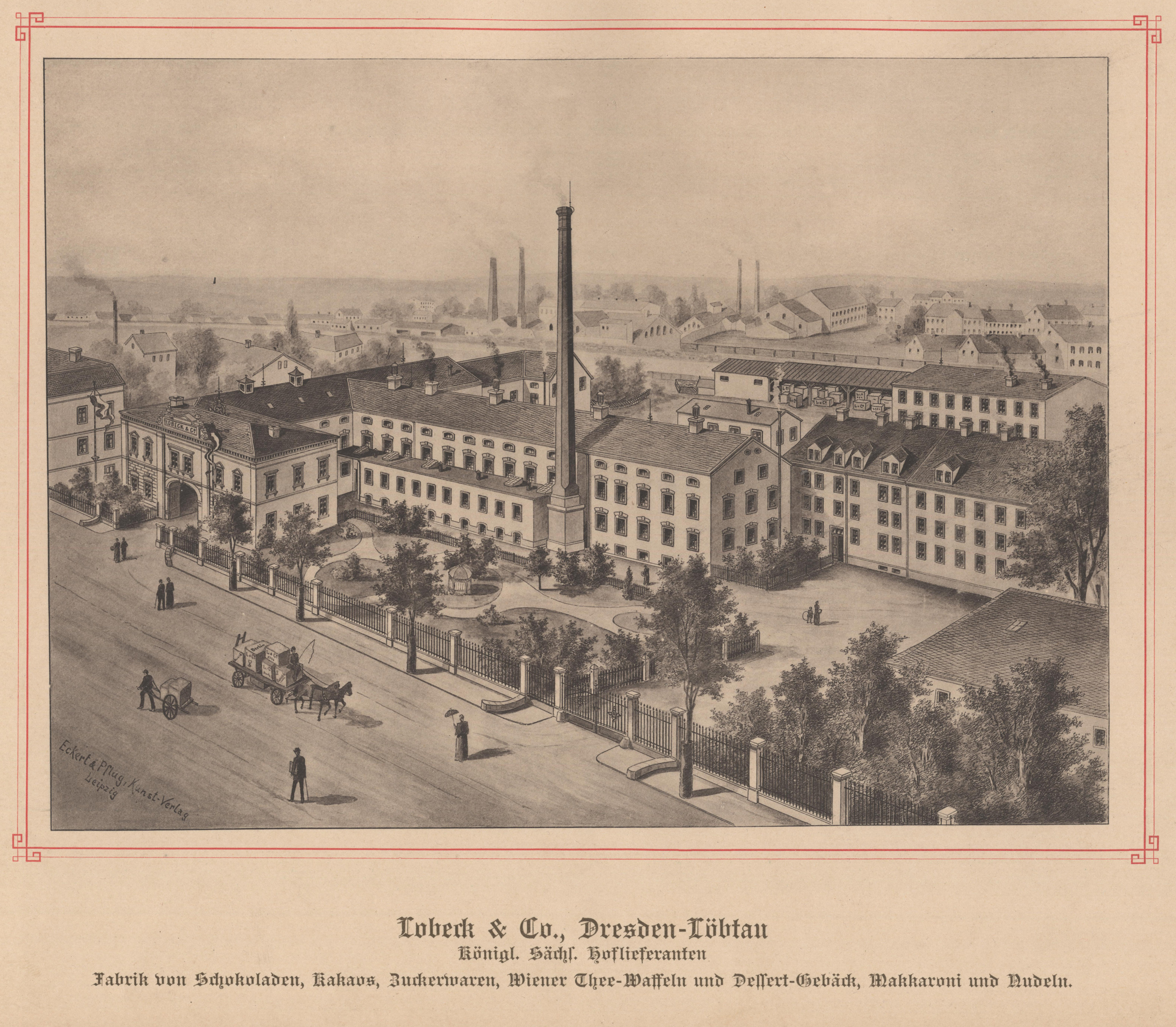
Lobeck & Co., Dresden-Löbtau
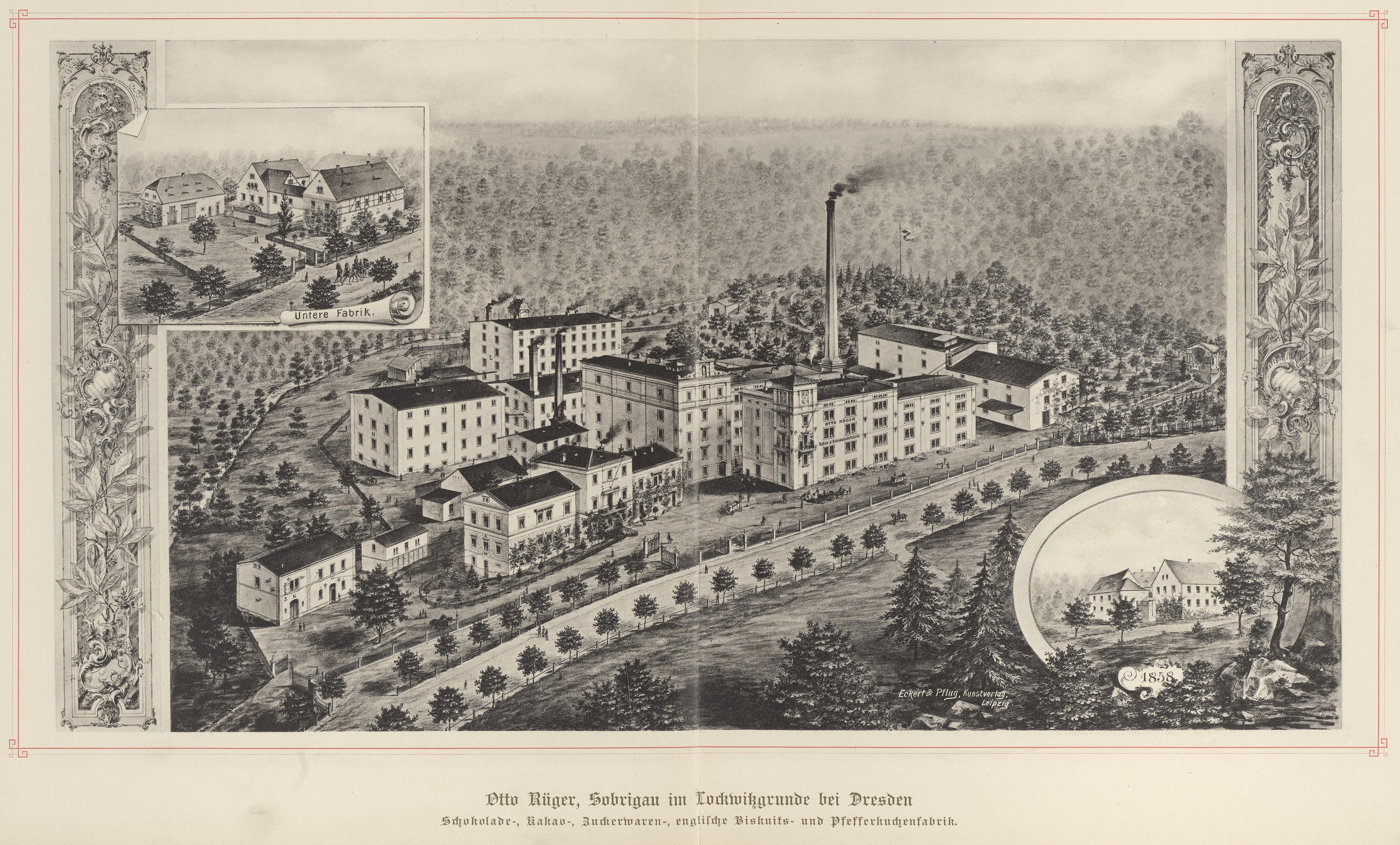
Otto Rüger, Sobrigau im Lockwitzgrund
Otto Rüger, Hansi-Reklame
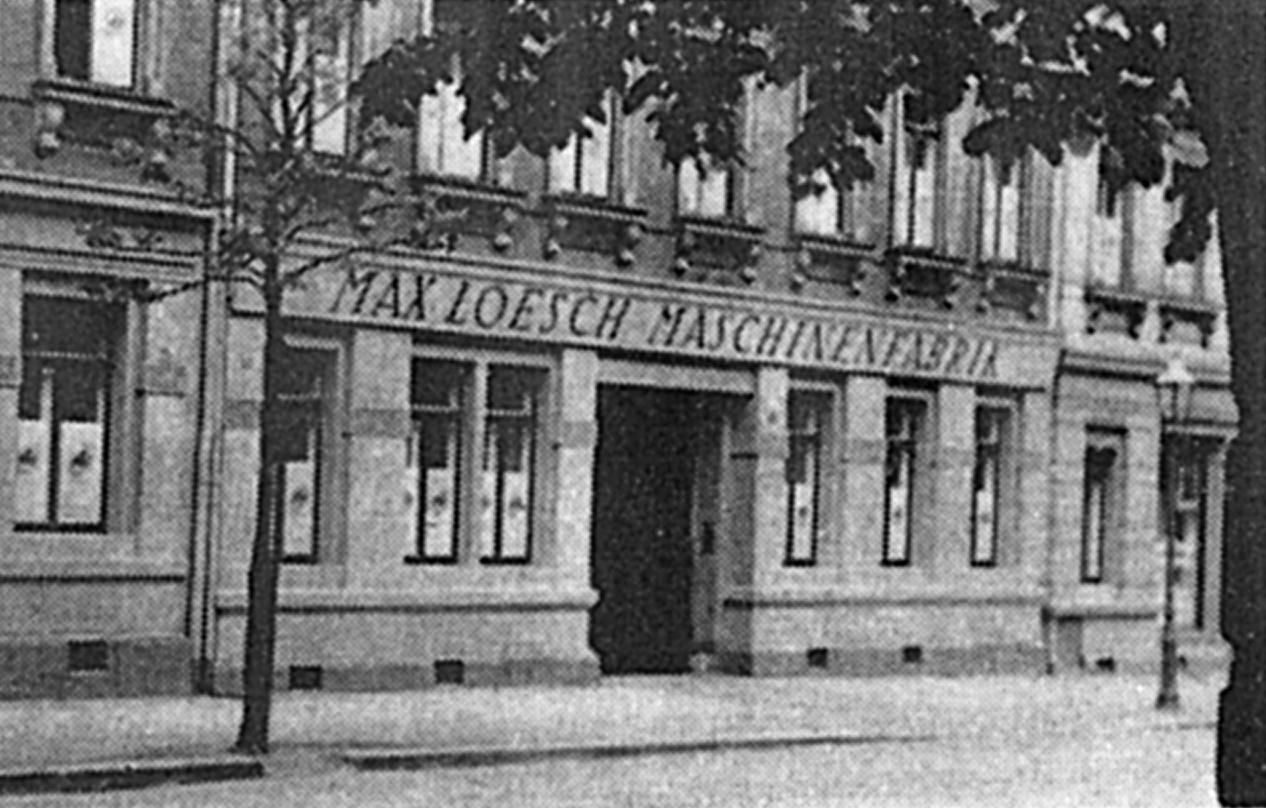
Max Loesch Maschinenfabrik Dresden, Zwickauer Str.
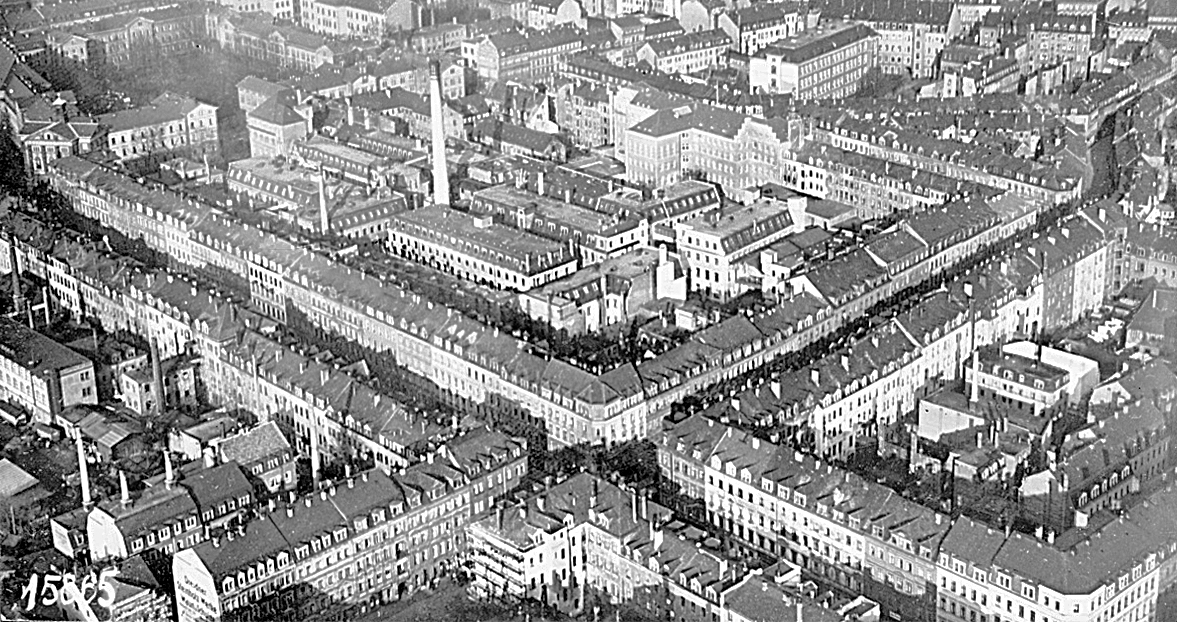
Schokoladenfabrik Hartwig & Vogel
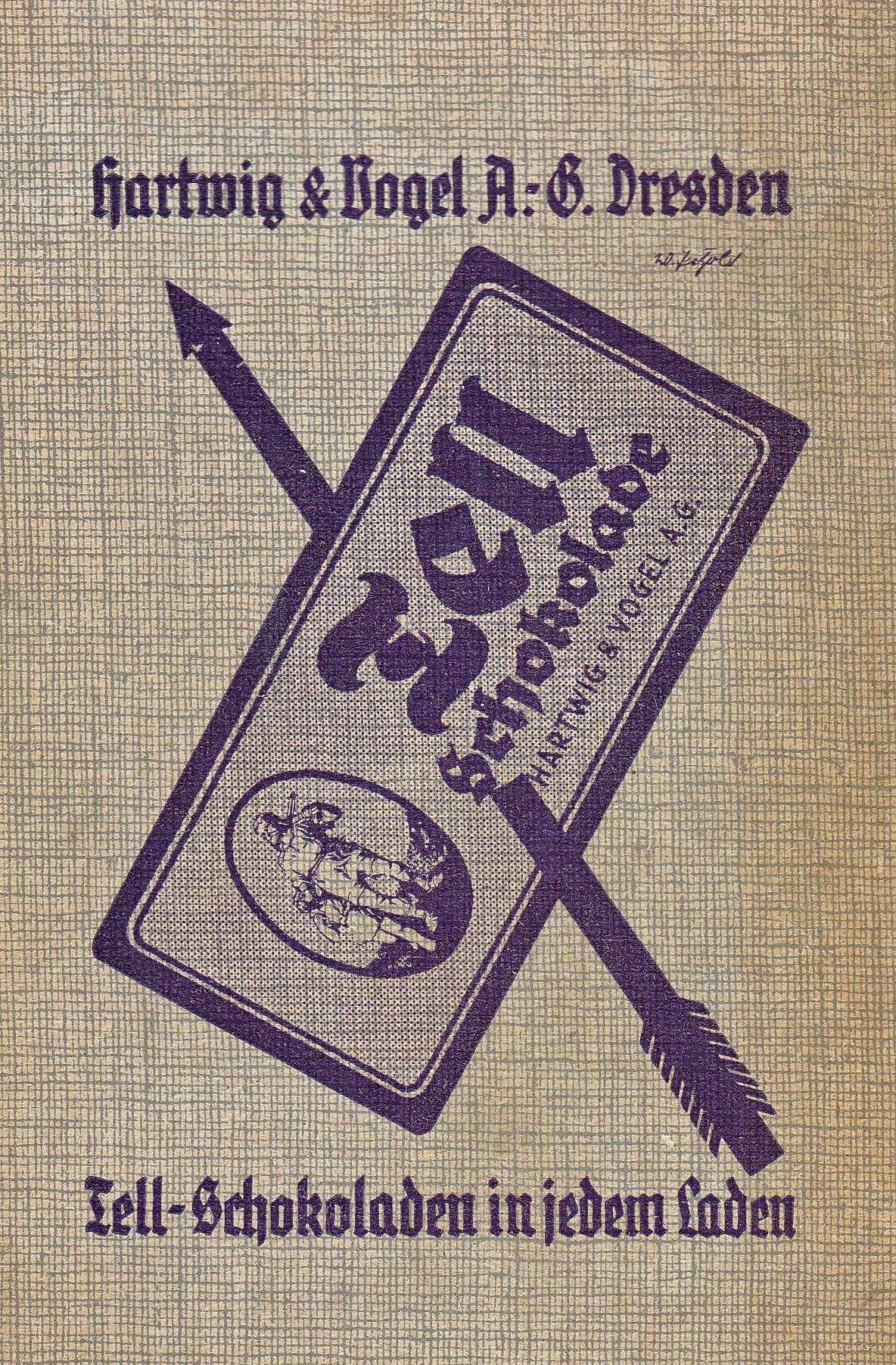
Tell-Schokolade von Hartwig & Vogel
Dresdner Süßwarenfabriken Elbflorenz
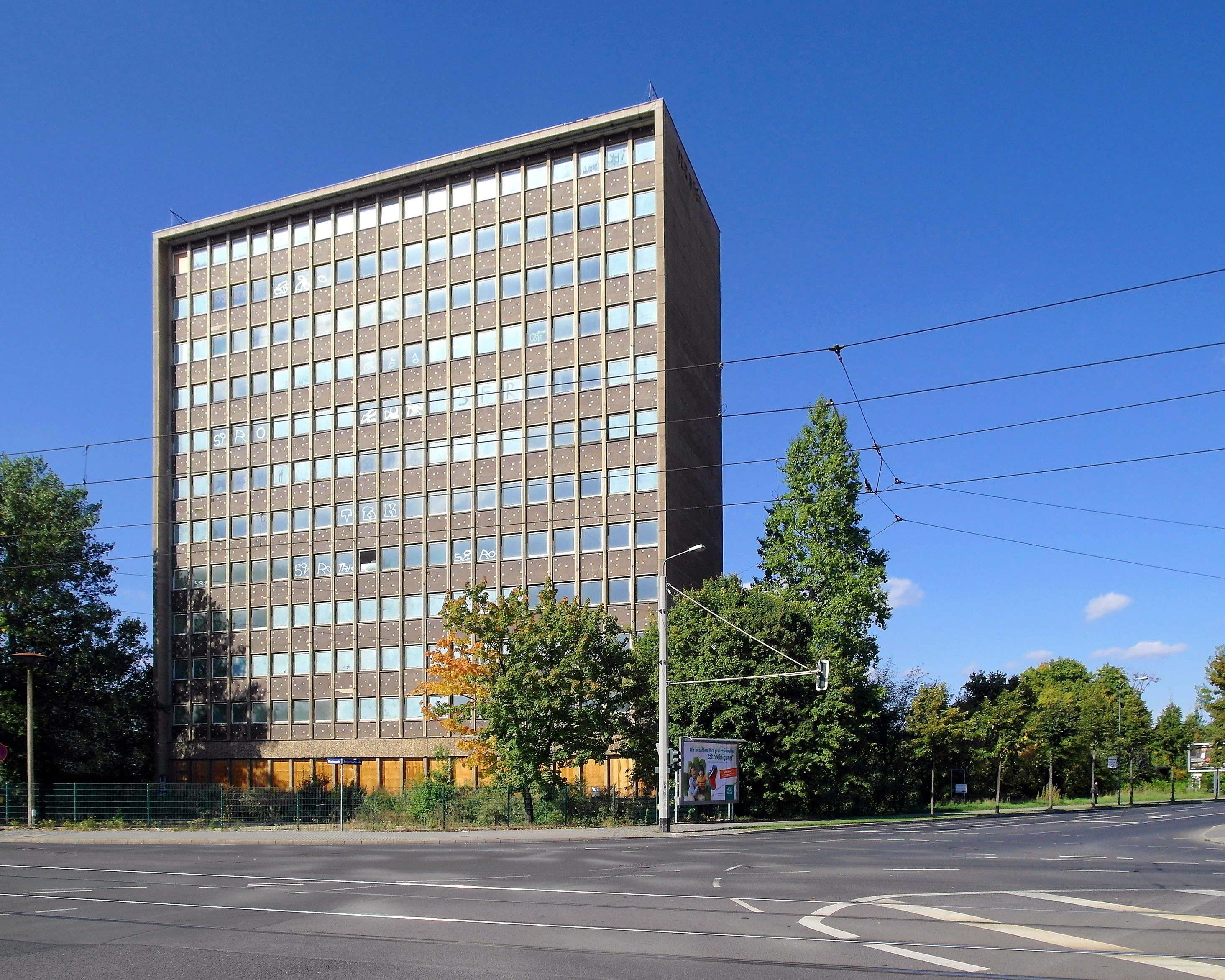
Ehem. Firma Schokopack Dresden
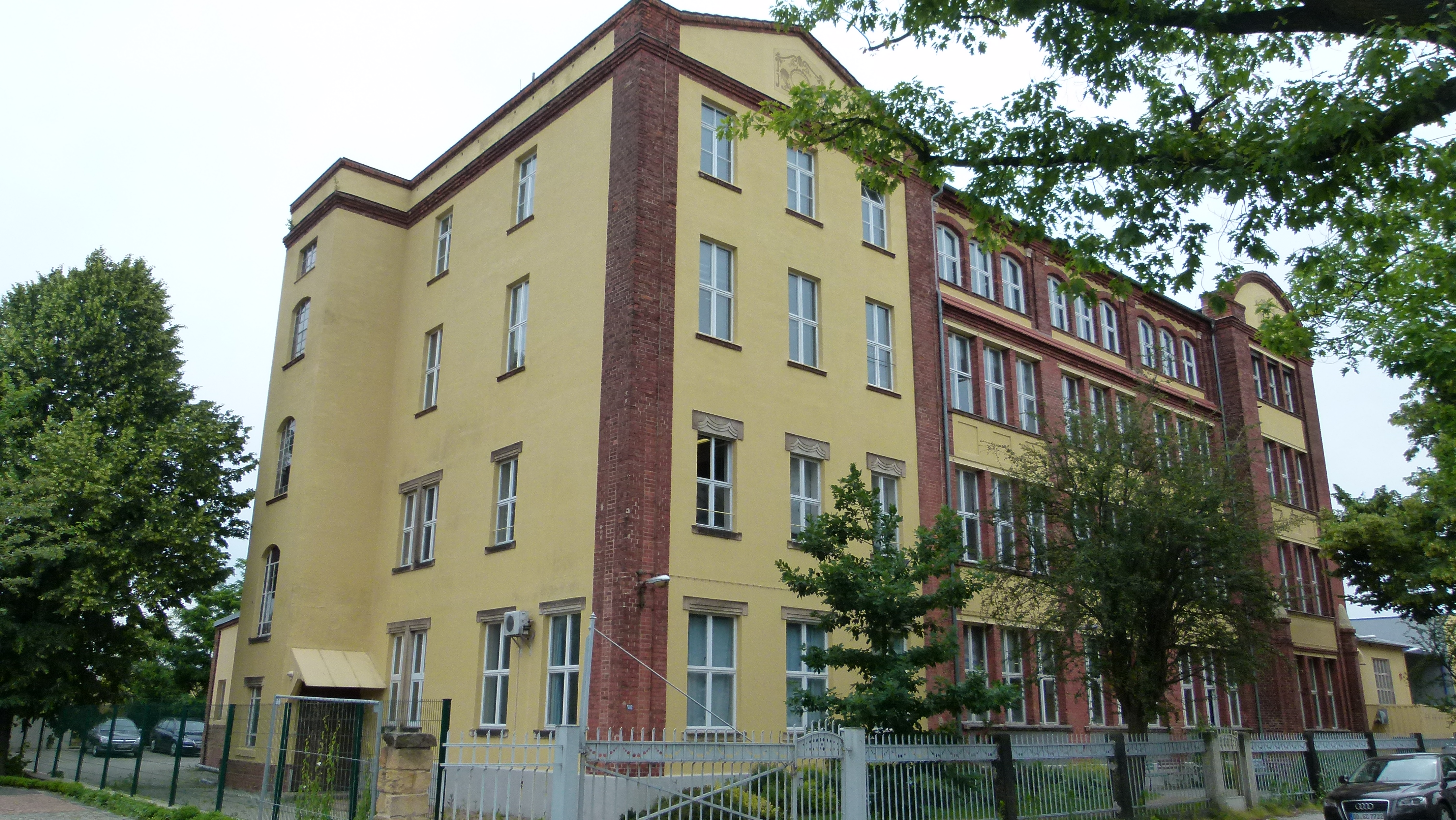
Ehem. Schokoladenfabrik EMERKA
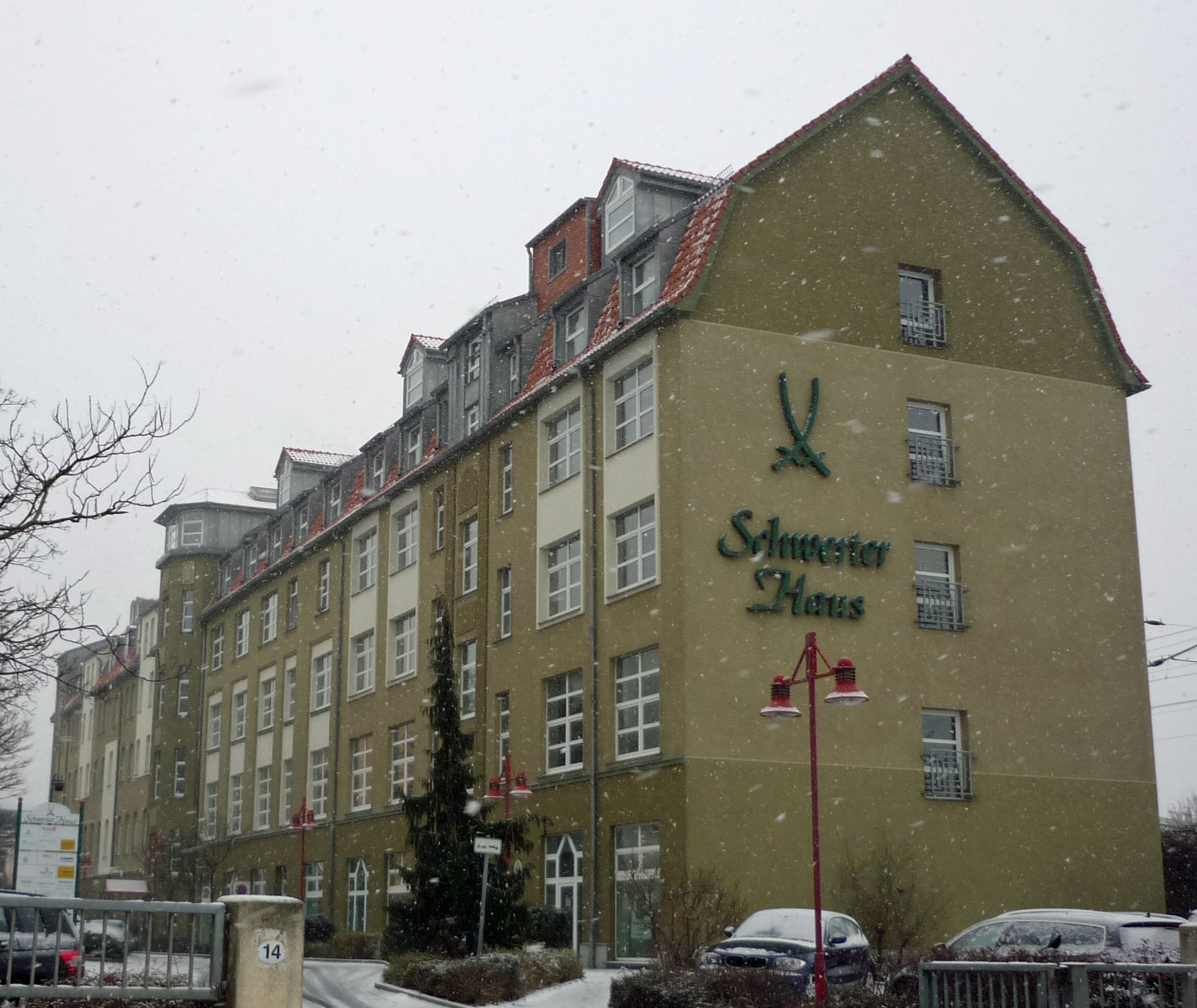
Riedel & Engelmann (Schwerterhaus)